# 蘇錦樑
蘇錦樑，GBS，JP（1958年10月12日—），前商務及經濟發展局局長，曾任醫院管理局成員、策略發展委員會成員及嶺南大學校董會成員。

## 簡歷
蘇錦樑早年在香港島北角成長，曾就讀北角衛理小學和北角協同中學。入讀中四中學時期前住加拿大渥太華 Laurentian High School升學，其後在卡爾頓大學經濟學士學位畢業，及後於渥太華大學工商管理和法律雙碩士學位。蘇錦樑於1997年由加拿大返回香港，加入民主建港聯盟，期間曾經附屬組職青年民建聯首任總監。蘇錦樑於1999年獲委任為黃大仙區議會區議員及慈雲山分區委員會委員。
2008年6月，蘇錦樑獲委任為商務及經濟發展局副局長，於2011年6月28日接任因病辭職的劉吳惠蘭，擔任商務及經濟發展局局長。

## 争議

### 雙重國籍争議
蘇錦樑曾經擁有加拿大國籍，他於2008年獲委任為副局長後，其雙重國籍身份被揭發。由於蘇錦樑是民建聯的成員，評論認為蘇錦樑身為親建制派政黨的副主席，竟然持有別國國籍，難以服眾。蘇錦樑遂承認事實，他在初期接受訪問時，表示國籍僅為其私隱的一部分，因而不方便回應。他又指出，假若放棄加拿大國籍將會喪失在加拿大執業律師的資格，是個艱難決定。最終，他以「為了平息公眾疑慮，避免政治紛爭」為理由，在就職副局長前的2008年5月29日向公眾表示早前已經在加拿大駐香港總領事館放棄加拿大國籍。對此，時任香港行政長官曾蔭權表示，香港政府基於「用人唯才」及「依法辦事」兩個原則，無要求副局長放棄外國國籍；時任政制及內地事務局局長林瑞麟解釋副局長並非“主要官員”，擁有別國國籍不是問題，亦不抵觸《基本法》。

### 卡片風波
2009年4月，時任商務及經濟發展局副局長的蘇錦樑以副局長「卡片」代替入息證明，為外傭續期，令公眾認為其濫用職權，而且入境事務處對此酌情處理亦顯得不妥當。公民黨湯家驊質疑以名片或者其他資料代替入息證明的理據和標準。

### 僭建風波
2011年7月，蘇錦樑位於麥當勞道的寓所被《明報》揭發涉嫌僭建。兩名專業人士指出，蘇錦樑的僭建共涉7項問題。及後，蘇錦樑表示已經委託專業認可人士，研究寓所被指涉僭建等問題。

### 包容論風波
2014年4月25日 ，商務及經濟發展局局長蘇錦樑就內地旅客於香港隨地便溺風波呼籲港人以包容及以和為貴態度面對，引來各界強烈抨擊，被指評論不負責任，有違公眾利益。

## 政治參與
前商務及經濟發展局局長蘇錦樑於2019年6月30日出席「撐警隊，護法治，保安寧」集會，簡稱撐警集會，並表示警方專業執法需要受到肯定，及認為不需成立獨立調查委員會。

## 家庭
蘇錦樑已婚，育有一子二女，均已經移民加拿大。兒子蘇志永從事職業治療，媳婦為澳洲人。幼女曾經於英國修讀法律，現時在香港大學教授法律深造證書，女婿為英國人。
蘇錦樑胞弟名蘇錦威，2021年時44歲，他任職律師樓期間涉擅自按揭客人物業做以獲取1000萬元借貸，後因無力還款遭財務公司索償，再涉以冒簽代表業主聘請律師向另一財務機構再借貸1000萬元。2021年1月30日於區域法院被裁定兩項欺詐罪、一項使用虛假文書副本罪及一項洗黑錢罪成立，還押至3月3日判刑。蘇錦威最終被判囚47個月監禁。其後，律政司提出刑期覆核，蘇錦威最後改判監禁6年3個月，加監28個月。